# Carl Bernstein
Carl Bernstein (Washington, 14 februari 1944) is een Amerikaans onderzoeksjournalist en schrijver.

## Loopbaan
Bernstein werkte bij The Washington Post, waar hij samen met Bob Woodward het Watergateschandaal blootlegde. Dit schandaal leidde tot de val van Richard Nixon, die toen de president van de Verenigde Staten was. Voor zijn rol in de verslaggeving van dit schandaal ontving Bernstein verschillende onderscheidingen, waaronder de Pulitzerprijs in 1973. Tegenwoordig werkt hij onder andere als politiek analist voor CNN en als contributing editor van Vanity Fair.
In 1976 nam Bernstein ontslag bij The Washington Post. Hij werkte vervolgens als verslaggever voor de American Broadcasting Company, onderwees aan de Universiteit van New York en schreef voor Time. In 1981 keerde hij terug naar The Washington Post.
Bernstein schreef samen met Woodward twee boeken: All the President's Men en The Final Days. In het eerste boek worden de successen en mislukkingen van hen beschreven met als achtergrond de ontrafeling van het schandaal. In het tweede boek worden de laatste maanden van Nixons presidentschap beschreven. Bernstein was ook co-auteur van His Holiness: John Paul II & the History of Our Time samen met Marco Politi.
In de film All the President's Men, die over het onderzoekswerk van Bernstein en Woodward gaat, wordt Bernstein vertolkt door Dustin Hoffman.
Bernstein was een van de gasten in het programma College Tour, waarin hij geïnterviewd werd door Twan Huys.
Sinds het aantreden van president Donald Trump begin 2017, laat Bernstein af en toe een waarschuwend geluid horen over diens autoritaire stijl en optreden. In het bijzonder Trumps agressieve, door Rudy Giuliani gedirigeerde campagne tegen het lopende onderzoek naar de Russische inmenging door Speciale Aanklager Robert Mueller ziet Bernstein als een ernstig gevaar voor de open Amerikaanse democratie.

## Boeken
- All the President's Men (coauteur)
- The Final Days (coauteur)
- His Holiness: John Paul II & the History of Our Time (coauteur)
- Loyalties: A Son’s Memoir
- A Woman In Charge: The Life of Hillary Rodham Clinton

- Bibsys: 90168310
- Biblioteca Nacional de España: XX843290
- Bibliothèque nationale de France: cb125897482 (data)
- Catàleg d'autoritats de noms i títols de Catalunya: 981058523218806706
- CiNii: DA01423520
- Gemeinsame Normdatei: 132720663
- International Standard Name Identifier: 0000 0000 8406 3455
- Library of Congress Control Number: n82130566
- Nationale Bibliotheek van Letland: 000046135
- Bibliotheek van het Japanse parlement: 00433125
- Nationale Bibliotheek van Tsjechië: xx0003809
- Nationale bibliotheek van Australië: 35017963
- Nationale Bibliotheek van Israël: 987007258676905171
- Nationale Bibliotheek van Polen: a0000002875571
- Nationale en Universitaire bibliotheek Zagreb: 000389840
- Nederlandse Thesaurus van Auteursnamen: 074799010
- Réseau des bibliothèques de Suisse occidentale: 02-A002997903
- Istituto Centrale per il Catalogo Unico: RAVV032209
- LIBRIS: 306238
- SNAC: w6xp86b3
- Système universitaire de documentation: 050541277
- Trove: 792471
- Virtual International Authority File: 108987085